# Philibert Tembo
Philibert Tembo Nlandu CICM (ur. 3 listopada 1962 w Nganda Kikamba) – kongijski duchowny katolicki, biskup Budjala od 2009.

## Życiorys

### Prezbiterat
Święcenia kapłańskie przyjął 25 sierpnia 1991 w Zgromadzeniu Niepokalanego Serca Maryi. Po święceniach pracował jako misjonarz w Japonii, zaś w 1998 wyjechał do Manili i został wykładowcą na miejscowym uniwersytecie. W 2000 wybrany przełożonym kongijskiej prowincji szeutystów.

### Episkopat
26 marca 2007 papież Benedykt XVI mianował go biskupem koadiutorem diecezji Budjala. Sakry biskupiej udzielił mu 3 czerwca 2007 biskup Joseph Bolangi. Rządy w diecezji objął 22 października 2009, po przejściu na emeryturę poprzednika.